# Селезень (карагод)
Селезень (Селезня водить) — старинная белорусская игра-карагод. Один из участников (селезень) стоит посреди карагода и шутливо показывает, как скачут старые бабы, молодицы, парни. Участники карагода ходят и поют:
Селязенька насаты,

Маладзец кудраваты,

Скажы, селязенька,

старыя бабы скачуць?
Затем пел «селезень» или другая группа. В движениях участников выразительны черты пластического перевоплощения.
На Полесье игра называлась «Селезня водить» и исполнялась под музыку. Известны и современные записи «Селезня» в Белоруссии. В некоторых районах роль селезня выполняет «Коза».
В игре проявляется культ водоплавающей птицы. «Кликали весну», в некоторых районах ходили с караваем, на котором узоры с уточками, с печеньем в виде птиц. Селезень (уточка) — символ весны, любви, недаром он присутствовал почти на всех этапах традиционной свадьбы. Вера предков в птиц зародилась в глубокой древности. Крашеные яйца также были обязательными в весенних обрядах.